# Span
Span — норвезький рок-гурт, яка утворилася у 2000 році із залишків двох інших гуртів — Explicit Lyrics і Squid. Самопроголошений як «Norwegian Turbo-Rock 'n' Roll Commandos», гурт складався з Ярле Бернгофта на вокалі та гітарі, Фрітьофа Нільсена на гітарі та бек-вокалі, Вемунда Ставнеса на басу та Фредріка Валлумрода на барабанах і бек-вокал. Коли Ставнес пішов у 2003 році, його замінив Кім Нордбек.
SPAN провели більшу частину років між 2002 і 2004 роками, гастролюючи Великобританією та Норвегією, а також провели короткий час у США. На сьогодні вони продали понад 55 000 альбомів по всьому світу.
У серпні 2005 року, до великого розчарування своїх відданих шанувальників, SPAN оголосили, що вони повинні взяти невизначену перерву. У публікації на їх веб-сайті в той час говорилося, що гурт «більше не має спільних мрій і амбіцій» і що вони «вирішили покінчити з цим, поки ми все ще найкращі друзі».

## Лейбли
Влітку 2002 року гурт підписав контракт з Island Records, записуючи свій дебютний альбом у RAK Studios у Лондоні з продюсером Гілом Нортоном. Попри великий інтерес, викликаний безперервними гастролями та невеликими хітами «Found» і «Don't Think The Way They Do», Island відклав альбом Mass Distraction до 2004 року, через рік після його початково запланованої дати випуску, і більшої частини ранній поштовх було втрачено.
Після цього SPAN намагався закріпитися в США, але не вдався після того, як спроби підписати контракт з Geffen Records і Interscope Records провалилися. Насправді Interscope погодився підписати контракт з гуртом після вражаючого концерту в Troubadour в Лос-Анджелесі. Однак після раціоналізації складу на лейблі SPAN були безцеремонно викинуті, не випустивши жодної ноти в Штатах. Були записані додаткові треки для запланованої американської версії альбому, але вона так і не побачила світ. Композиція «Stay As You Are» була представлена в американській телевізійній рекламі автомобілів Nissan, що привернуло значну увагу громадськості, але можливість була втрачена. Крім того, їхня пісня «Don't Think the Way They Do» була показана в Gran Turismo 4.
Їхній другий альбом Vs. Time був випущений лише в Норвегії на лейблі Johnny NoWhere/Mercury. Попри вітчизняний хіт-сингл із піснею «Cut Like Diamonds», яка посіла друге місце, влітку 2005 року гурт вирішив розійтися, а співак Джарл прагнув створити більш м'який стиль. Гурт відіграв свій останній концерт перед аншлагом в Осло в жовтні 2005 року.

## Життя після кар'єри
1 вересня 2008 року співак Ярле Бернгофт випустив свій перший сольний альбом «Ceramik City Chronicles», і він продовжив успішну сольну кар'єру, випустивши низку інших альбомів. Він працював із відомими норвезькими артистами, зокрема Kristin Asbjørnsen, Shining, Bigbang and Hanne Hukkelberg, граючи на гітарі, басу, перкусії, вокалі, флейті тощо. Гітарист Йофф Нільсен, басист Кім Нордбек і барабанщик Фредрік Валлумрод створили важчий металевий гурт Dog Almighty разом зі співаком Сіндрі з норвезького гурту Farout Fishing. Їхній дебютний реліз вийшов восени 2007 року, але не мав поп-чутливості SPAN. Пізніше Сіндрі покинув гурт, і хоча прослуховування нового вокаліста відбулося, гурт розпався.
Фредді грав із норвезькими металістами El Caco, тоді як Кім працював із місцевим мелодійним гуртом Sibir. Тим часом Джофф зосередився на сесійній роботі, продюсуванні та розвитку телевізійної кар'єри.
24 січня 2011 року світ побачив реліз «Container». На цьому мультивокальному 12-трековому компакт-диску, написаному Фредді та Джоффом, Ярле співає на одному з треків разом з іншими вокалістами, як-от Венке Натсон, Том Гелл і Шон Бартлетт. Ніяких гастролей для просування альбому не відбулося, всі вокалісти зосередилися на власній кар'єрі.

## Учасники гурту
- Ярле Бернгофт: вокал, гітара
- Фрітьоф «Йофф» Нільсен: гітара, бек-вокал
- Кім Нордбек: бас, бек-вокал
- Фредрік Валлумрод: ударні, бек-вокал

### Колишні учасники
- Вемунд «Вес» Ставнес: бас, бек-вокал

## Дискографія

### Альбоми
| Деталі альбому                                                             | Пік популярності |
| -------------------------------------------------------------------------- | ---------------- |
| Деталі альбому                                                             | NOR              |
| Mass distraction - Рік випуску: 2003 - Лейбл звукозапису: Island Records   | 5                |
| Vs. Time - Рік випуску: 2005 - Лейбл: Johnny Nowhere / Universal / Mercury | 4                |

### Сингли
| Рік  | Сингл                                                                   | Пік популярності | Альбом           |
| Рік  | Сингл                                                                   | NOR              | Альбом           |
| ---- | ----------------------------------------------------------------------- | ---------------- | ---------------- |
| 2001 | «Missing in Stereo»                                                     | —                | Mass Distraction |
| 2002 | «On My Way Down» b/w «Stuck In The Middle»                              | —                | Mass Distraction |
| 2002 | «Baby's Come Back»                                                      | —                | Mass Distraction |
| 2003 | «Papa»                                                                  | —                | Mass Distraction |
| 2003 | «Found» b/w «Crash & Burn» and «Mental Surgery»                         | 14               | Mass Distraction |
| 2004 | «Don't Think the Way They Do» b/w «Odour Eleven» or «Dive Motherf*cker» | 11               | Mass Distraction |
| 2004 | «Stay As You Are»                                                       | —                | Mass Distraction |
| 2005 | «Cut Like Diamonds»                                                     | 2                | Vs. Time         |

### Інші пісні
- 2005: «Parasite» (from Gods Of Thunder: Norwegian Tribute To Kiss)